# Dōjin
 (novembre 2019).
Si vous disposez d'ouvrages ou d'articles de référence ou si vous connaissez des sites web de qualité traitant du thème abordé ici, merci de compléter l'article en donnant les références utiles à sa vérifiabilité et en les liant à la section « Notes et références ».
Le dōjin (同人, ou doujin) est une création amateure japonaise. Il peut s'agir de bande dessinée (同人誌, dōjinshi), roman, fanzine, jeu vidéo (同人ソフト / 同人ゲーム, dōjin sofuto / dōjin gēmu), musique (同人音楽, dōjin-ongaku), etc.

## Dōjin populaires

### Jeux vidéo
Les jeux vidéo dōjin sont souvent disponibles en freeware ou démo. Les genres les plus repris sont les shoot'em ups, les jeux d'action, de combat ou encore ceux de puzzle.
Le succès de certains jeux peut parfois entraîner leur adaptation sur borne d'arcade ou console dans un cadre plus professionnel, comme cela a été le cas pour Melty Blood, Every Extend, Arcana Heart et Akatsuki Blitzkampf (en).

### Bandes dessinées
- Ailes grises (Haibane renmei) dont est issu l'anime éponyme.
- Les dōjinshi du cercle Crazy Clover Club, parodiant généralement, mais pas exclusivement, l'univers créé par Type-Moon.